# August Friedrich Pauly
August Friedrich Pauly (ab 1841 von Pauly, * 9. Mai 1796 in Benningen am Neckar bei Ludwigsburg; † 2. Mai 1845 in Stuttgart) war ein deutscher Klassischer Philologe.

## Werk

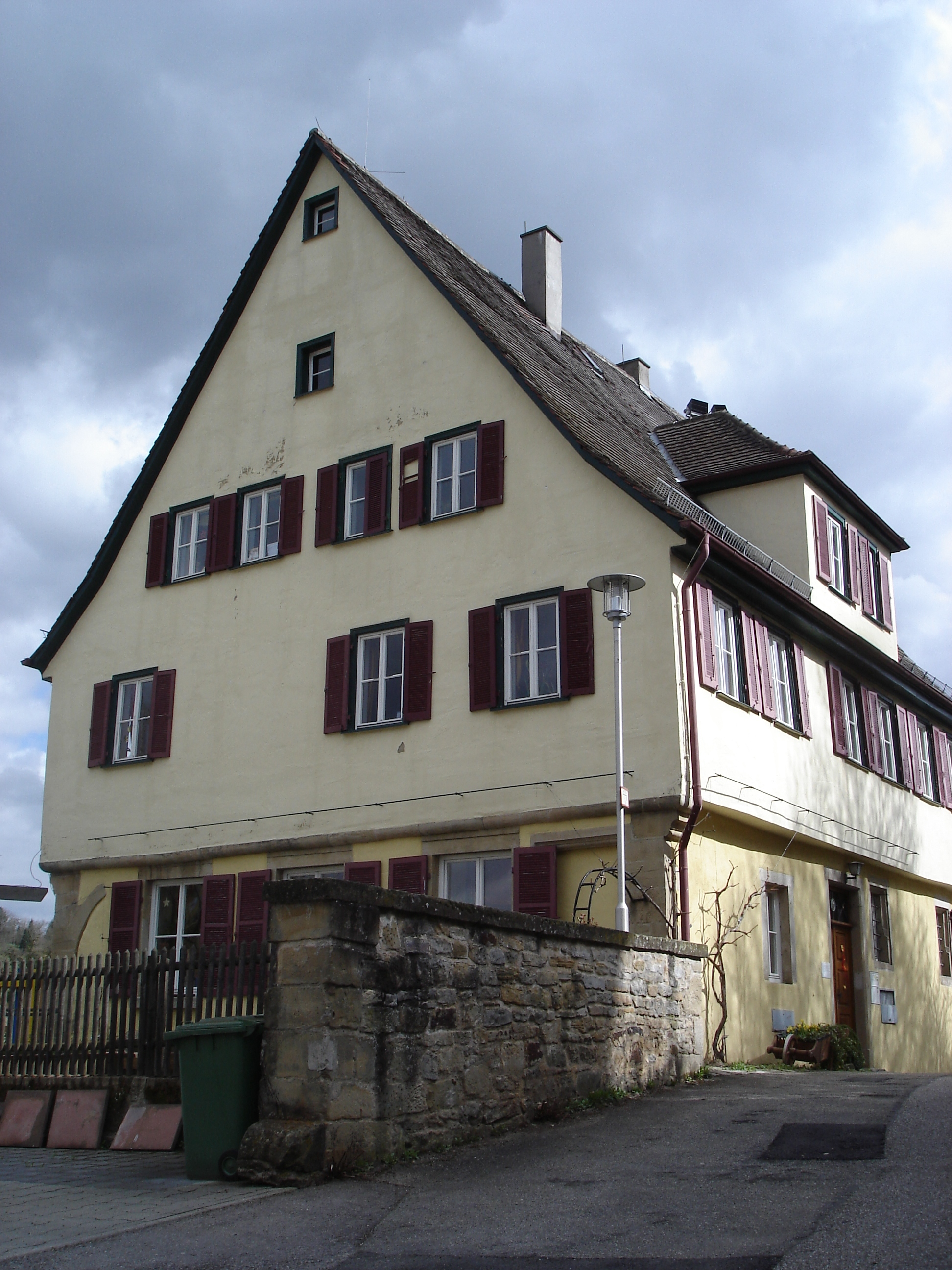
Pfarrhaus in Benningen, in dem Pauly geboren wurde

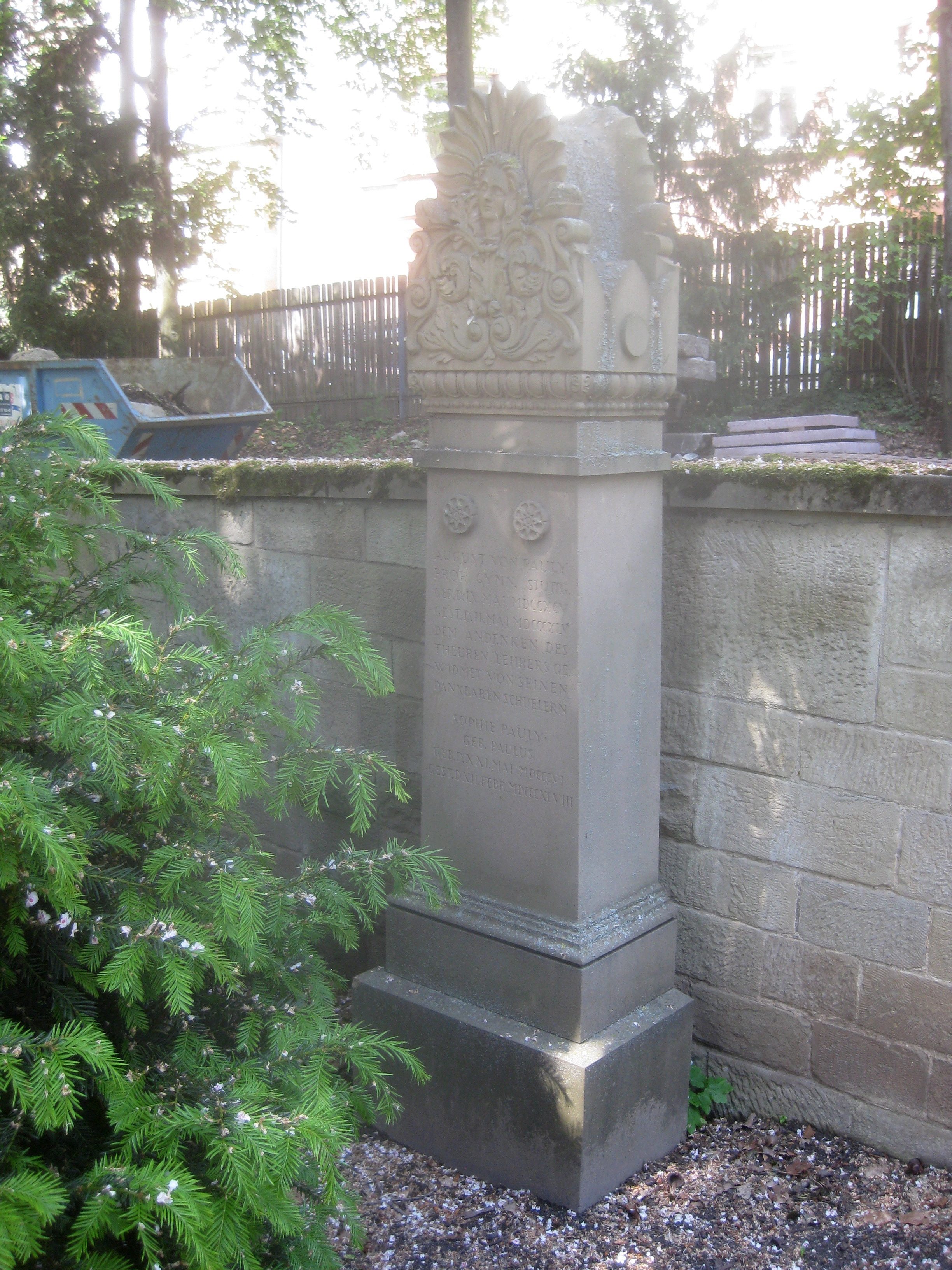
Grab auf dem Fangelsbachfriedhof, Abteilung 07.

Paulys Hauptwerk ist die Real-Encyclopädie der classischen Alterthumswissenschaft in alphabetischer Ordnung, die er ab 1837 herausgab und die auch nach ihm benannt wurde. Pauly starb 1845, bevor er seine Arbeit abschließen konnte; dies übernahmen Ernst Christian Walz und Wilhelm Siegmund Teuffel in den folgenden sieben Jahren. Diese erste Ausgabe bestand aus sechs Bänden. Eine zweite Ausgabe wurde in den Jahren 1861 bis 1866 in Angriff genommen, aber niemals fertiggestellt. (Eine Neuausgabe des Werks wurde von Georg Wissowa besorgt, wonach es auch Pauly-Wissowa genannt wird. Eine Kurzfassung davon ist Der kleine Pauly, der von 1964 bis 1975 in fünf Bänden erschien. Auf den neusten Stand gesetzt und grundlegend überarbeitet wurde die Enzyklopädie 1996–2003 unter dem Titel Der Neue Pauly veröffentlicht.)
Zudem erschienen die Werke Lukians in Paulys Übersetzung von 1827 bis 1832 in 15 Bändchen in der Reihe Griechische Prosaiker in neuen Uebersetzungen.
August Friedrich Pauly verfasste als Mitglied des Königlichen statistisch-topographischen Bureaus im Rahmen der württembergischen Landesbeschreibung mehrere Oberamtsbeschreibungen. 1841 wurde er zum Ritter des Ordens der Württembergischen Krone ernannt.